# Локсштедт
Локсштедт (нем. Loxstedt, н.-нем. Lox) — коммуна в Германии, в земле Нижняя Саксония.
Входит в состав района Куксхафен. Население составляет 16 126 человек (на 31 декабря 2010 года). Занимает площадь 141,24 км².

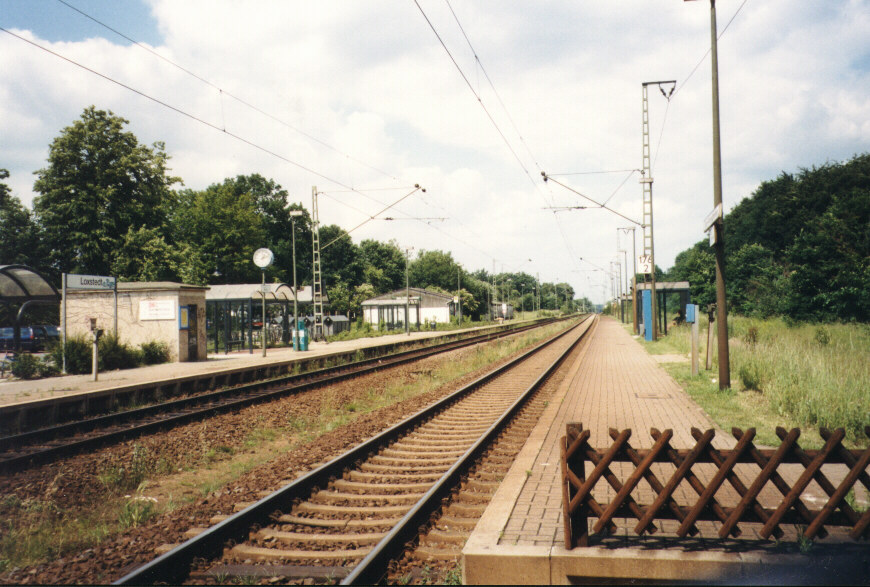
Вокзал

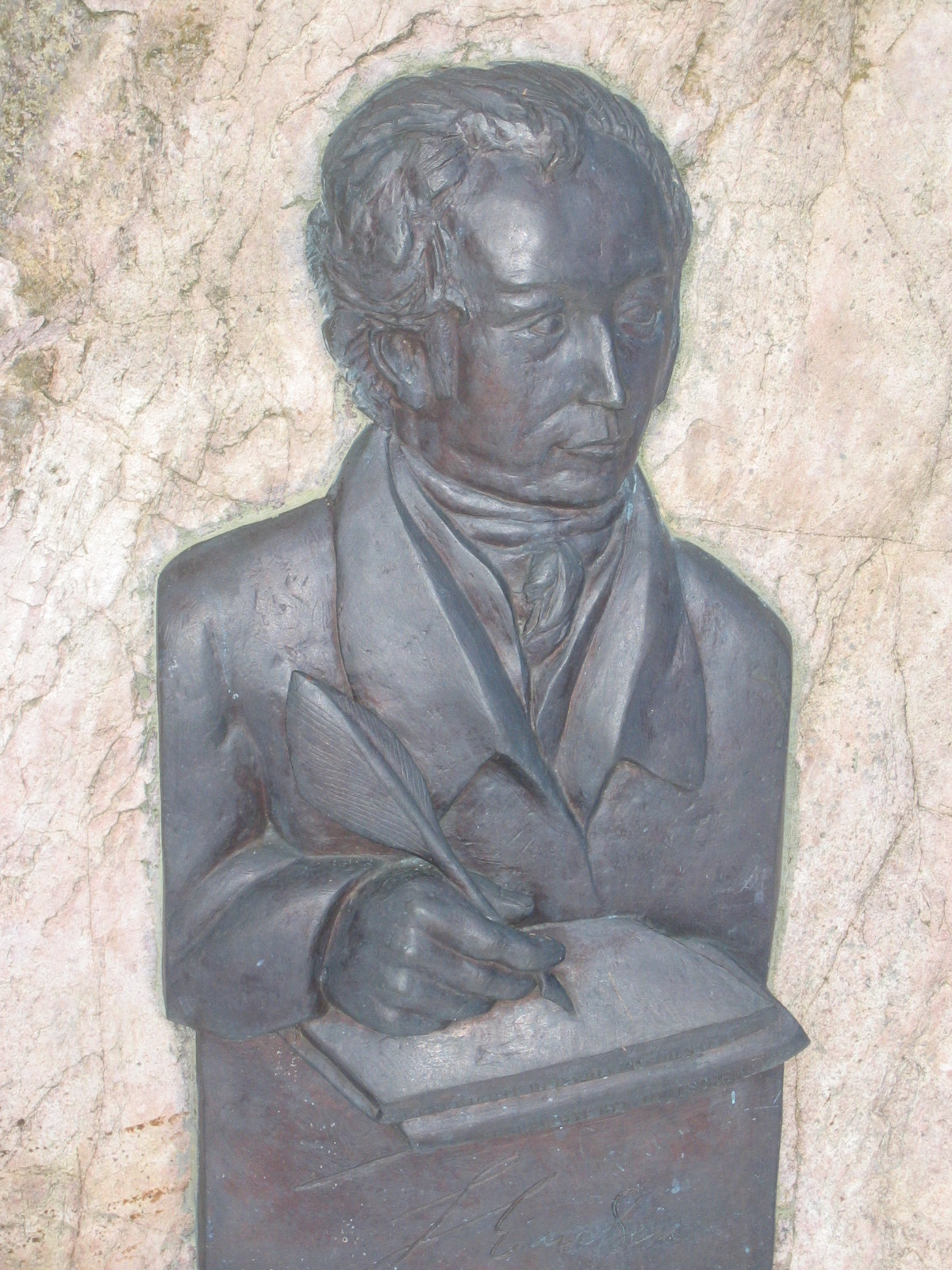
Локсштедт